# Hornindalsvatnet
Hornindalsvatnet är en sjö på gränsen mellan Stads kommun i Vestland fylke och Volda kommun i Møre og Romsdal fylke i västra Norge. Med sitt maximala djup på 514 meter är det Europas djupaste insjö .
Fiskbeståndet är bra och består av fjällröding, öring, ål och lax. Laxen och ålen kommer via Nordfjorden och Eidselva. Rödingen kommer från sjöns djupare delar in till sanddynerna vid Grodås för att leka. Öringen kommer från andra mindre vattendrag.